# Gabriel Stegmayr
Gabriel Stegmayr (ur. 13 maja 1988) – szwedzki biathlonista.
Po raz pierwszy na arenie międzynarodowej pojawił się w 2007 roku, kiedy wystąpił na mistrzostwach świata juniorów w Martell. Zajął tam między innymi 11. miejsce w sztafecie.
W Pucharze Świata zadebiutował 2 lutego 2012 roku w Oslo, zajmując 79. miejsce w sprincie.

## Osiągnięcia

### Mistrzostwa świata juniorów
| Rok  | Miejscowość | Konkurencje | Konkurencje | Konkurencje | Konkurencje | Konkurencje | Konkurencje | Konkurencje |
| Rok  | Miejscowość | IN          | SP          | PU          | MS          | RL          | MR          | SR          |
| ---- | ----------- | ----------- | ----------- | ----------- | ----------- | ----------- | ----------- | ----------- |
| 2007 | Martell     | nd.         | nd.         | nd.         | nd.         | 11.         | nd.         | –           |

### Mistrzostwa Europy
| Rok  | Miejscowość | Konkurencje | Konkurencje | Konkurencje | Konkurencje | Konkurencje | Konkurencje | Konkurencje |
| Rok  | Miejscowość | IN          | SP          | PU          | MS          | RL          | MR          | SR          |
| ---- | ----------- | ----------- | ----------- | ----------- | ----------- | ----------- | ----------- | ----------- |
| 2013 | Bansko      | 22.         | DNS         | DNS         | nd.         | nd.         | nd.         | –           |
| 2014 | Nové Město  | 12.         | 34.         | 24.         | nd.         | 12.         | nd.         | –           |
| 2015 | Otepää      | 63.         | DNS         | 43.         | nd.         | 10.         | nd.         | –           |
| 2018 | Ridnaun     | 53.         | 104.        | nd.         | nd.         | nd.         | nd.         | –           |

### Puchar Świata

#### Miejsca w klasyfikacji generalnej
| Sezon     | Miejsce           |
| --------- | ----------------- |
| 2011/2012 | niesklasyfikowany |
| 2012/2013 | niesklasyfikowany |
| 2014/2015 | niesklasyfikowany |
| 2018/2019 |                   |